# Chromonephthea levis
Chromonephthea levis är en korallart som beskrevs av van Ofwegen 2005. Chromonephthea levis ingår i släktet Chromonephthea och familjen Nephtheidae. Inga underarter finns listade i Catalogue of Life.